# جان گریوسون
جانیس مارگارت گریوسون (متولد ۱۹۶۵ در ایزینگتون، شهرستان دورهام) بازیگر و خواننده انگلیسی است.
او در فیلم راز بازی کرده‌است.